# Crateromys australis
Crateromys australis — вид хмарних пацюків родини Muridae. Це один із восьми хмарних пацюків, які зустрічаються лише на Філіппінах, і є ендеміком острова Дінагат. Він відомий на місцевому рівні як hawili. Один екземпляр був виявлений у 1975 році Діоскоро С. Рабором та його командою під час наукового дослідження в Дінагаті. Природним середовищем існування є тропічні рівнинні ліси, які стикаються з екологічною загрозою. Втрата середовища проживання спричинена прогресуючою вирубкою лісів внаслідок інтенсивних рубок і видобутку хроміту в цьому районі. Майже через 40 років після першого відкриття п’ять живих екземплярів були виявлені.

## Морфологічна характеристика
Це великий гризун, довжина голови й тулуба 265 мм, довжина хвоста 281 мм, довжина стопи 54 мм. Хутро грубе. Верх коричнево-сідий. Навколо очей є кільця темної шкіри без волосся. Нижня частина тіла яскраво-помаранчево-коричнева. Горло і груди трохи світліші. Вуха малі й округлі. Задня частина ніг укрита темно-коричневим волоссям. Хвіст трохи довший за голову й тулуб, коричневий біля основи, чорнуватий і вкритий дрібними волосками в центральній частині й білий на кінчику.

## Поведінка
Це деревний і, ймовірно, нічний вид.